# Stereomerus hovorei
Stereomerus hovorei är en skalbaggsart som beskrevs av Martins och Maria Helena M. Galileo 2007. Stereomerus hovorei ingår i släktet Stereomerus och familjen långhorningar. Inga underarter finns listade i Catalogue of Life.